# دوريس ضو
ضوريس ضو (مواليد 1964) هي عالمة فلك، ولدت بلبنان وهي تعيش الاّن بكندا، وتعمل لدى "ناسا" في مجال التعليم والخدمة العامة كمدير معهد "العلوم القمرية" وهي همزة الوصل لبرنامج " مهام الإبداع الصغيرة لبحث الجوالة "سيمبلس" التابع "لناسا".

## بدء حياتها وتعليمها
عائلة ضو رحلت من لبنان هاربين من الحرب ليستقروا في كندا. وإلتحقت بجامعة «مونتريال» في «كيبيك»، والتي درست بها المتغيرات المناخية لمختلف النجوم.

## حياتها المهنية
بعد ذلك إنتقلت إلى بالتيمور، ميريلاند بالولايات المتحدة، والتي أمضت بها تسع سنوات تعمل على مقراب هبل الفضائي. إنتقلت بعد ذلك إلى فريق اّخر لتحضير مقراب سبتزر الفضائي، والتي به عملت في مجال التعليم والخدمة العامة.
كانت قد عملت كأخصائي تعليم وخدمة عامة في مركز بحث «اّميز» وبرنامج المنح لدى«ناسا».
تعمل ضو كعالمة فلك في الفرع الرئيسي لناسا بواشنطون، العاصمة. هي وراء فكرة الفيديو الصوتي «إسأل عالم فلك». وتستمر في كتابة المقالات لمجلات علمية.
في 2008، شاركت في كتابة كتاب بعنوان «ألمس السماء الغير مرئية»، وهو تاب مكتوب بطريقة «برايل».

## بعض من منشوراتها المختارة
.
مجلة الفيزياء الفلكية

## وصلات خارجية
إسأل عالم فلك